# Códice Windsor

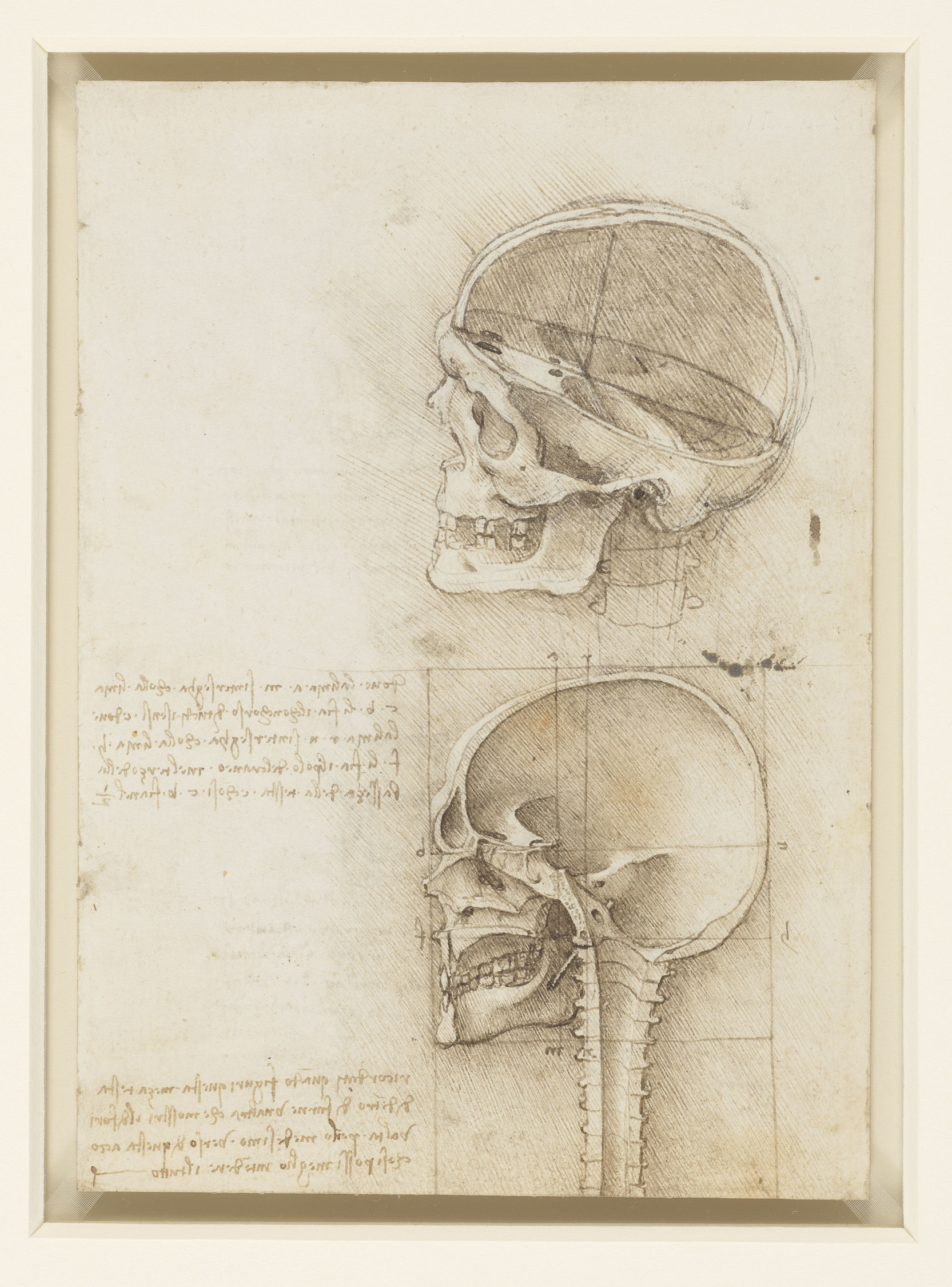
Secciones sagitales del cráneo humano.

El Códice Windsor es una colección de hojas manuscritas con dibujos artísticos y estudios anatómicos del artista renacentista Leonardo da Vinci .

## Nombre

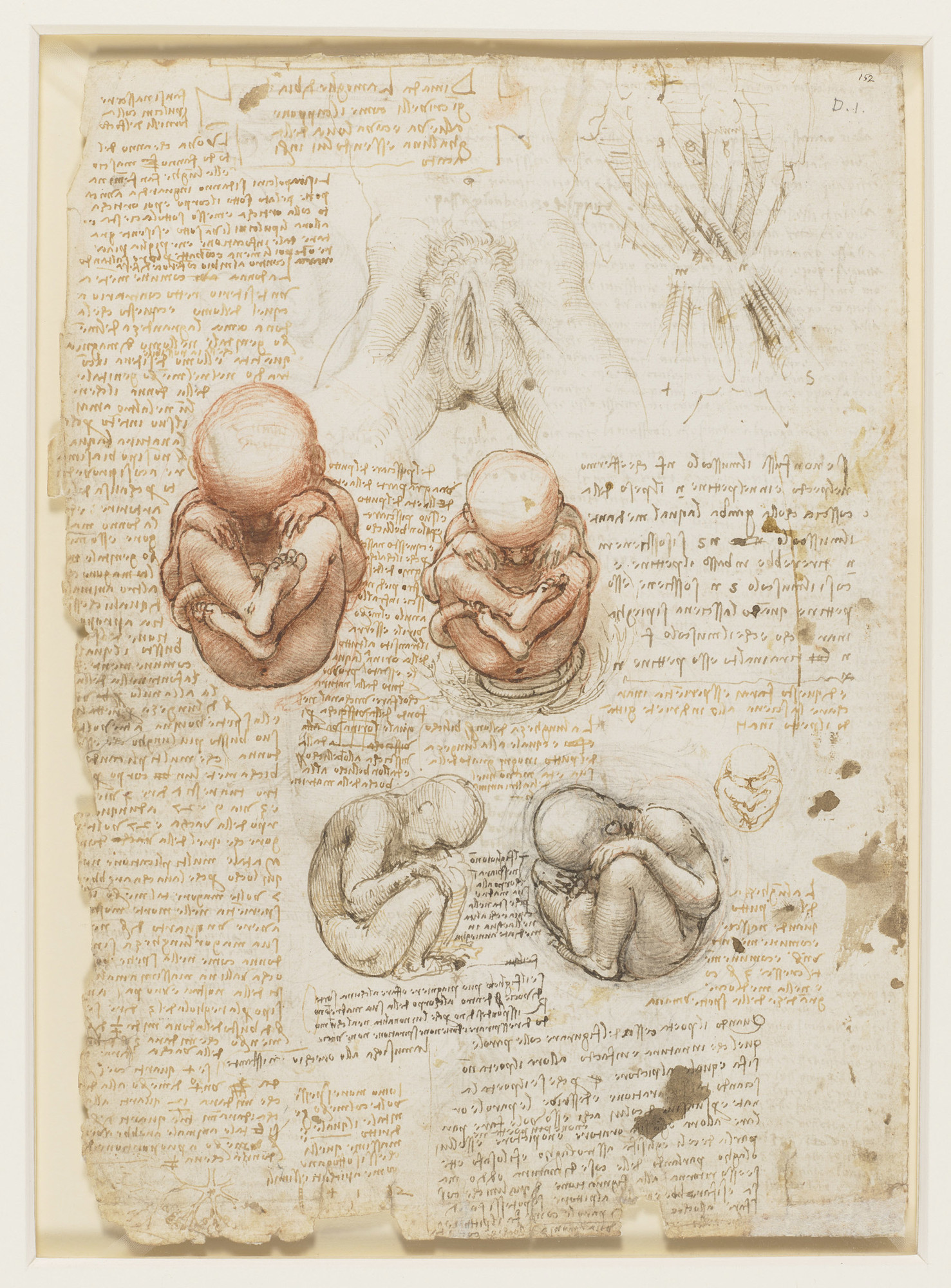
Posición del feto en el útero.

El Códice Windsor recibe su nombre por encontrarse custodiado, desde el siglo XVII, en la Royal Collection del Reino Unido, en el Castillo de Windsor.

## Contenido
La colección, fechada en el período comprendido entre 1478 y 1518, consta de 606 hojas en formatos diversos, catalogadas individualmente. Los textos y comentarios fueron escritos por Leonardo en escritura especular. Las fichas contienen estudios de personas, animales, plantas y paisajes, así como mecánica, armamento y anatomía.
Las 153 hojas de dibujos anatómicos estuvieron previamente agrupadas en tres volúmenes: Manuscrito Anatómico A (18 hojas), B (42 hojas) y C (93 hojas). El manuscrito anatómico C se dividió a su vez en seis cuadernillos anatómicos, los Quaderni di anatomia I–VI.
Leonardo también dibujó con precisión las arterias uterinas y el sistema vascular del cuello uterino y la vagina. Para poder hacer estos dibujos, Leonardo estudió embriología humana con la ayuda del anatomista Marcantonio della Torre y vio un feto en un cadáver disecado.

### Historia

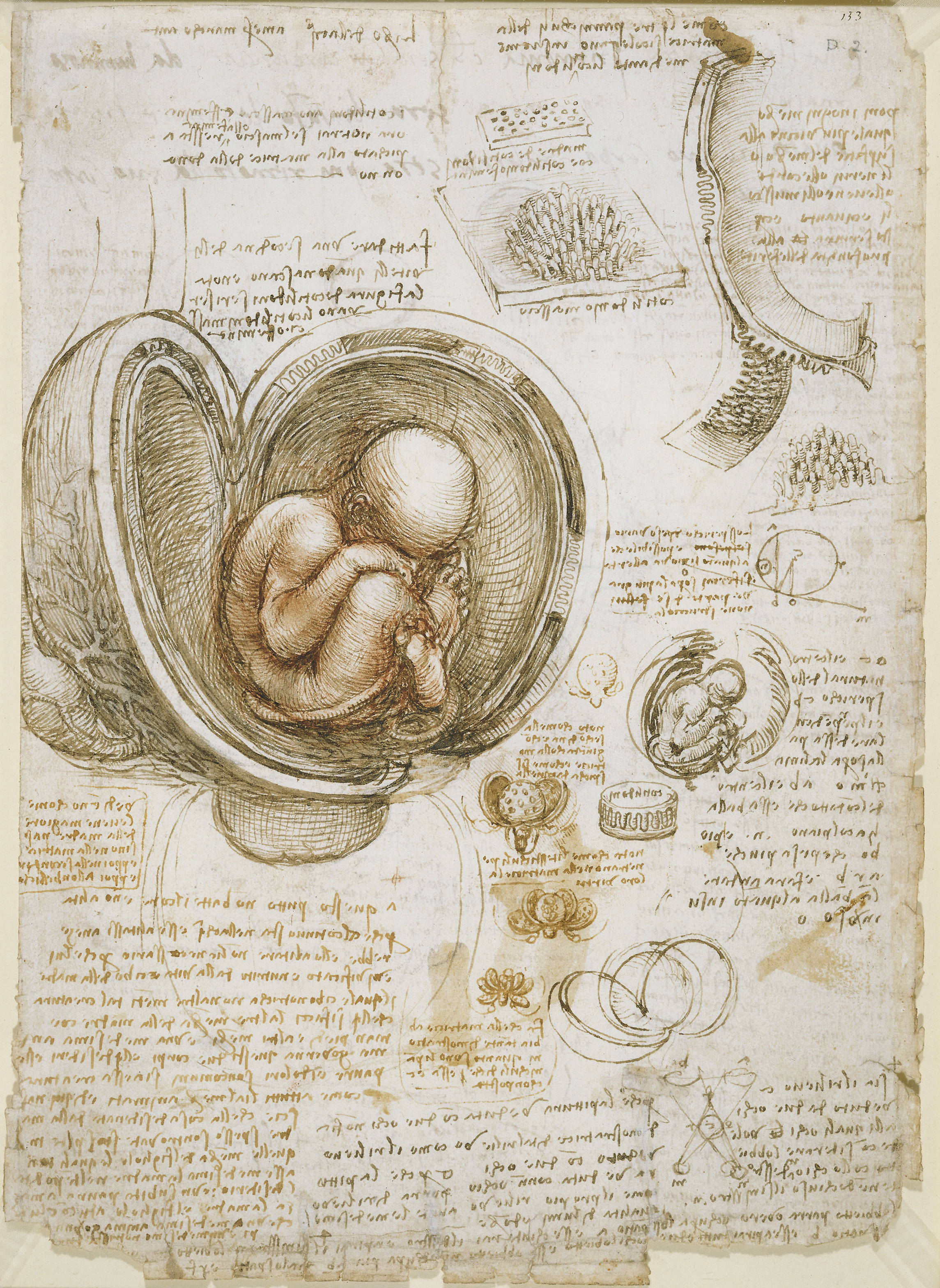
Estudios del feto en el útero, del Codex Windsor (anverso W.19102), tiza negra, sanguina, pluma, aguada de tinta sobre papel

Da Vinci comenzó a estudiar la anatomía del cuerpo humano a finales de la década de 1470 y pudo haber participado en las primeras disecciones en la Universidad de Padua. Interesado en el movimiento y función de los órganos internos, él mismo comenzó a realizar autopsias alrededor de 1505. En 1518 ya había realizado un total de treinta autopsias.
Los dibujos de Leonardo muestran representaciones de todo el cuerpo humano en varias etapas de disección, así como de miembros y órganos individuales. Dibujó partes del cuerpo a través de múltiples incisiones y se le puede considerar como el fundador histórico de la tomografía en medicina. El Códice Windsor también trata el estudio de Leonardo sobre los caballos, sus movimientos, sus posturas, etc.  
Tras el fallecimiento de Leonardo da Vinci, la mayoría de sus manuscritos y dibujos se conservaron en su villa de Vaprio d'Adda, Lombardía, gracias al empeño de su alumno y heredero Francesco Melzi. Su hijo, Orazio Melzi, heredó los documentos en 1570 y, hacia 1590, vendió más de 2.500 láminas sueltas al escultor y coleccionista de arte Pompeo Leoni.
Leoni intentó organizar los manuscritos temáticamente, separando las ideas artísticas de Leonardo de sus dibujos técnicos y científicos. Recortó láminas y las reunió con otras que originalmente no formaban parte de la unidad. De esta manera, agrupó los dibujos anatómicos con otros manuscritos de diferentes temas en varios volúmenes, que más tarde recibirían el nombre de Códice Windsor.
Los orígenes del Codex Windsor en la Colección Real aún no están claros. Probablemente fue adquirida por Carlos I o Carlos II en el siglo XVII. Sin embargo, se sabe que María II mostró el códice al estadista holandés Constantijn Huygens en el Palacio de Kensington en 1690.